# Arnolds Spekke
Arnolds Spekke (også Arnolds Speke; 14. juni 1887 i Vecmuižas pagasts i Russiske Kejserrige — 27. juli 1972 i Washington D.C. i USA) var en lettisk diplomat og forfatter af faglitteratur om Letlands historie.
Spekke modtog en doktorgrad i filologi fra Letlands Universitet i 1927. I 1932 modtog han et stipendium fra Rockefeller Foundation og studerede i Polen og Italien. Fra 1933 til 1939 var han den lettiske ambassadør i Italien, Grækenland, Bulgarien og Albanien med fast bopæl i Rom i Italien.
Den 27. juli 1940 indgav Spekke sin protest mod den sovjetiske besættelse af Letland ved overlevering af en note til den italienske regering. Den 9. august 1940 afleverede Spekke sin afskedsbegæring, og den 11. august 1940 var hans sidste arbejdsdag på den lettiske ambassade i Rom. Dernæst arbejdede han som lærer, bibliotekar, oversætter og andet forefaldende arbejde i Milano og Rom.
Fra 1945 til 1950 arbejdede Spekke for Den Lettiske Komité i Rom og i 1951 deltog han i det stiftende møde af Den Lettiske Frihedskomité (lettisk:  Latvijas Atbrīvošanas komiteja). Begyndende april 1954 blev Spekke chargé d'affaires og leder af den lettiske ambassade i Washington D.C. – primo juni 1954 var han også generalkonsul for Letland i USA. Begyndende maj 1963 blev Spekke leder af den lettiske diplomatiske og konsulære tjeneste. I 1970 gik Spekke på pension fra sit embede.
Arnolds Spekke udnævntes i 1928 til Kommandør af Trestjerneordenen, i 1929 til Ridder af Nordstjerneordenen, og han modtog også franske og polske ordener. Efter 2. verdenskrig forfattede Spekke mere end 15 vigtige værker om Letlands historie og humanister fra Livland.